# Limosina quisquilia
Limosina quisquilia är en tvåvingeart som beskrevs av Alexander Henry Haliday 1836. Limosina quisquilia ingår i släktet Limosina och familjen hoppflugor.
Artens utbredningsområde är Irland. Inga underarter finns listade i Catalogue of Life.